# Schismatoglottis eximia
Schismatoglottis eximia är en kallaväxtart som beskrevs av Adolf Engler. Schismatoglottis eximia ingår i släktet Schismatoglottis och familjen kallaväxter. Inga underarter finns listade.